# Beit Yossef
Le Beit Yossef (hébreu : בית יוסף « Maison de Joseph ») est un code de Loi juive compilé par Joseph Caro au XVIe siècle. Conçu comme un commentaire de l’Arbaa Tourim de Jacob ben Asher, il ne traite que les aspects pratiques de la vie juive mais couvre la quasi-totalité de la littérature rabbinique en existence à l’époque de sa rédaction. Élaboré sur plus de vingt ans, il est complété et amendé par le Bedek Habayit du même auteur qui en produit ultérieurement une version abrégée, le Choulhan Aroukh, considéré jusqu’à nos jours comme la principale référence en matière de Loi juive.

## Élaboration duBeit Yossef
Joseph Caro entreprend la rédaction du Beit Yossef à Adrianople en 1522, à l’âge de trente-quatre ans et l’achève à Safed vingt ans plus tard. Ainsi qu’il l’explique dans son introduction, il entend répondre d’une part au désarroi des Juifs expulsés d’Espagne, contraints de se confronter aux us de communautés d’accueil dirigées par des hommes souvent moins instruits et d’autre part aux dangers posés par l’industrie naissante de l’imprimerie qui dote tout un chacun des ouvrages pour se faire sa propre religion en matière de Loi sans en avoir les connaissances.
Soucieux de toucher le public le plus vaste possible, il choisit de commenter l’Arbaa Tourim de Jacob ben Asher ; bien que moins complet que le Mishné Torah de Maïmonide, son autorité est acceptée tant par les décisionnaires séfarades que par leurs homologues ashkénazes.